# Estate violenta
Estate violenta (bra: Verão Violento; prt: Um Verão Violento) é um filme italiano de 1959, do gênero drama, dirigido por Valerio Zurlini.